# レディ・エキセントリック
「レディ・エキセントリック」は、1985年9月1日に発売されたラッツ&スターの8枚目（シャネルズ時代から通算すると17枚目）のシングル。

## 解説
エロスをテーマとした楽曲。表題曲。カップリング曲ともオリジナル・アルバム未収録。本作のリリースを最後にラッツ&スターは事実上、活動を休止する。活動を再開する1996年までラッツ&スターとしてシングルは発表されなかった。

## 収録曲
両曲編曲：鈴木雅之・村松邦男
1. レディ・エキセントリック
  - 作詞：門谷憲二　作曲：和泉常寛
  - 休止前に出したアルバム『RATS ENTERTAINMENT SING!SING!SING!』発表後に発売したシングルである為、オリジナルアルバム未収録である。1996年発売のベスト『BACK TO THE BASIC〜The Very Best of RATS&STAR〜』に収録。
2. GOOD MY FRIEND
  - 作詞：田代マサシ　作曲：中崎英也